# Hammuda Sabbagh
Hammuda Jusuf Sabbagh (arab. ‏حمودة يوسف صباغ‎, Ḥammūda Yūsuf Ṣabbāḡ; ur. 10 lutego 1959 w Al-Hasace) – syryjski polityk, który został wybrany na stanowisko przewodniczącego Zgromadzenia Ludowego w Syrii 28 września 2017 roku. Jest on członkiem Syryjskiego Kościoła Ortodoksyjnego i drugim chrześcijaninem, po Farisie al-Churim, wybranym na to stanowisko. Należy do syryjskiej partii Baas.
W głosowaniu otrzymał 193 z 252 głosów.